# Arteria mesenterica inferior

Die Arteria mesenterica inferior – in der Abbildung als erster mittelgroßer Ast der Aorta nach ihrem Hervortreten unter dem hochgeklappten Mesocolon zu erkennen

Die Arteria mesenterica inferior (deutsch untere Eingeweidearterie oder untere Mesenterialarterie) ist eine große unpaare Schlagader der Bauchhöhle. Sie entspringt beim Menschen aus der Bauchaorta in Höhe des dritten Lendenwirbels. Sie versorgt den absteigenden Dickdarm und den oberen Teil des Mastdarms. In der Veterinäranatomie wird sie aufgrund der anderen Körperorientierung als Arteria mesenterica caudalis („hintere Eingeweidearterie“) bezeichnet.
Aus der Arteria mesenterica inferior/caudalis entspringen:
- Arteria colica sinistra (linke Dickdarmarterie): Sie teilt sich in einen aufsteigenden und einen absteigenden Ast.
- Arteriae sigmoideae (Sigmoid-Dickdarmarterien): In der Regel werden in der Literatur drei A. sigmoideae dargestellt. Es können auch je zwei von ihnen mit einem gemeinsamen Anfangsstück der A. mesenterica inferior entspringen. Die mittlere A. sigmoidea teilt sich in der Regel in zwei Äste, die auf Höhe der anderen Arkaden des Sigmoid-Arterien-Arkadenbogens arkadenartig anastomosieren.
- Arteria rectalis superior (obere Rektumsarterie) (Tiere: Arteria rectalis cranialis): Sie teilt sich in zwei Äste, die den Seiten des Rektums folgen.

Die Arteria mesenterica inferior ist über die Riolan-Anastomose mit der Arteria mesenterica superior verbunden.